# Liste des femmes membres du cabinet présidentiel des États-Unis
Cette liste des femmes membres du cabinet présidentiel des États-Unis recense, par administration, toutes les femmes ayant été à la tête de l'un des départements de l'exécutif du gouvernement fédéral des États-Unis, depuis les années 1930. Elles constituent au début des exceptions au sein de la vie politique américaine. Jusqu'en 2021, le cabinet présidentiel a compté 36 femmes. Aucune femme n'est nommée à un poste de secrétaire avant le XIXe amendement de la Constitution des États-Unis, voté en 1920, qui interdit la discrimination de sexe lors des élections, et permet de facto aux femmes de participer aux élections locales et nationales.
Frances Perkins est la première femme à intégrer le cabinet présidentiel, en 1933, au sein de l'administration Roosevelt : elle est alors secrétaire au Travail. Oveta Culp Hobby devient la deuxième femme, en 1953, au sein de l'administration Eisenhower, en tant que secrétaire à la Santé, à l'Éducation à la Protection sociale (ce département est scindé en deux départements distincts, en 1979). Patricia Roberts Harris est la première Afro-américaine à devenir membre du cabinet. Elizabeth Dole sert dans deux administrations différentes, à deux postes différents : la première fois comme secrétaire aux Transports en 1983 au sein de l'administration Reagan, puis une seconde fois comme secrétaire au Travail à partir de 1989 dans l'administration G.H.W. Bush. Madeleine Albright, née Tchécoslovaque, est la première Américaine non native des États-Unis, à intégrer le cabinet présidentiel, lorsqu'elle est nommée secrétaire d'État en 1997 : elle est alors la première femme à atteindre une telle place (la quatrième), dans l'ordre de succession présidentielle des États-Unis. En 2006, Nancy Pelosi, présidente de la Chambre des représentants, atteint la troisième place dans cet ordre de succession, devançant alors Condoleezza Rice, qui est secrétaire d'État. Lors de ses deux mandats, le président George W. Bush aura nommé sept femmes, soit plus que n'importe quel autre président américain dans l'Histoire. En 2019, l'administration présidentielle compte deux femmes, en 2021, cinq. Cette année-là, Kamala Harris devient la première femme vice-présidente.
Le département du Travail est celui qui compte dans son histoire le plus grand nombre de femmes secrétaires, avec un nombre de sept. Il est suivi par le département de la Santé et des Services sociaux et celui du Commerce, qui en ont compté quatre, puis de ceux de l'Éducation, des Transports, du Logement et de l'Intérieur, qui en ont compté trois. Actuellement, deux départements n'ont jamais eu de femmes à leur tête : la Défense et les Anciens combattants.

## Administration F.D. Roosevelt
- Frances Perkins (1882-1965)

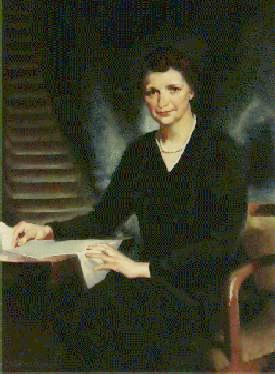
Frances Perkins est la première femme à intégrer le cabinet présidentiel.

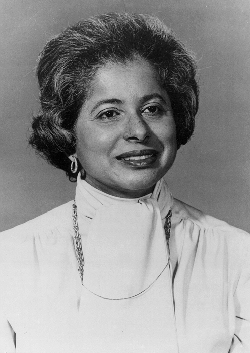
Patricia Roberts Harris est la première Afro-Américaine à intégrer le cabinet présidentiel.

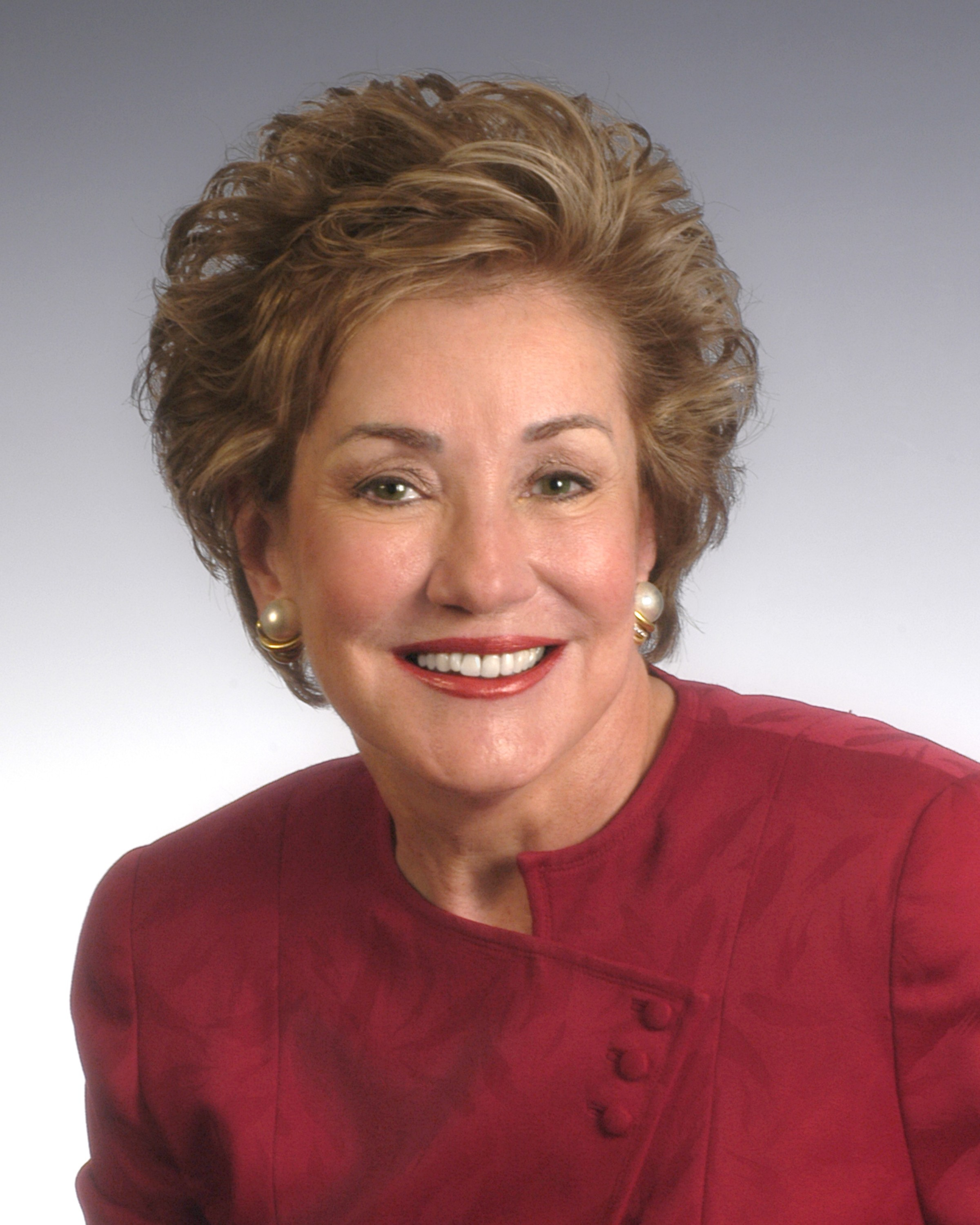
Elizabeth Dole est la première femme à servir deux administrations différentes à deux postes de secrétaire différents.

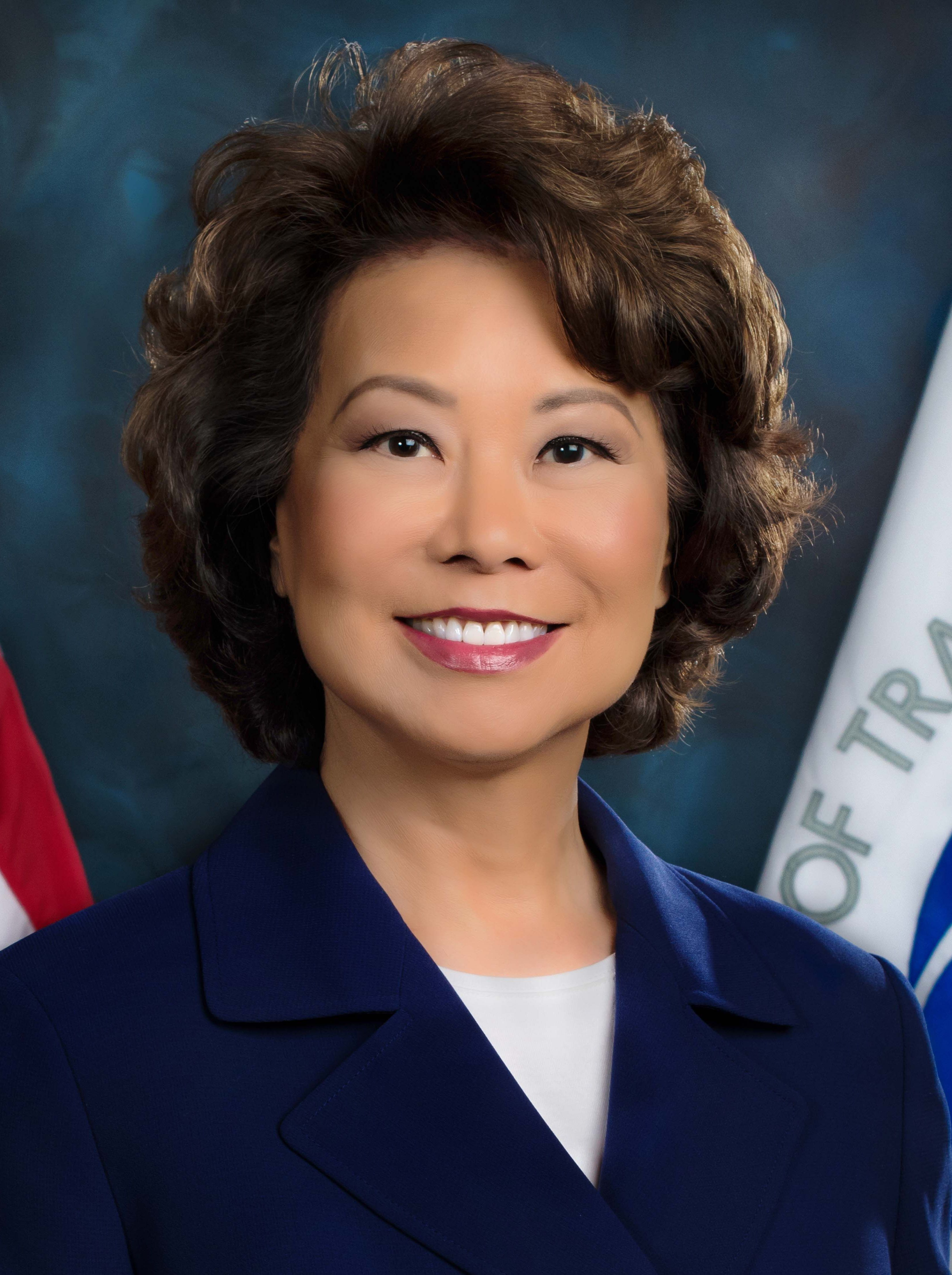
Elaine Chao est la première Asio-Américaine à intégrer le cabinet présidentiel.

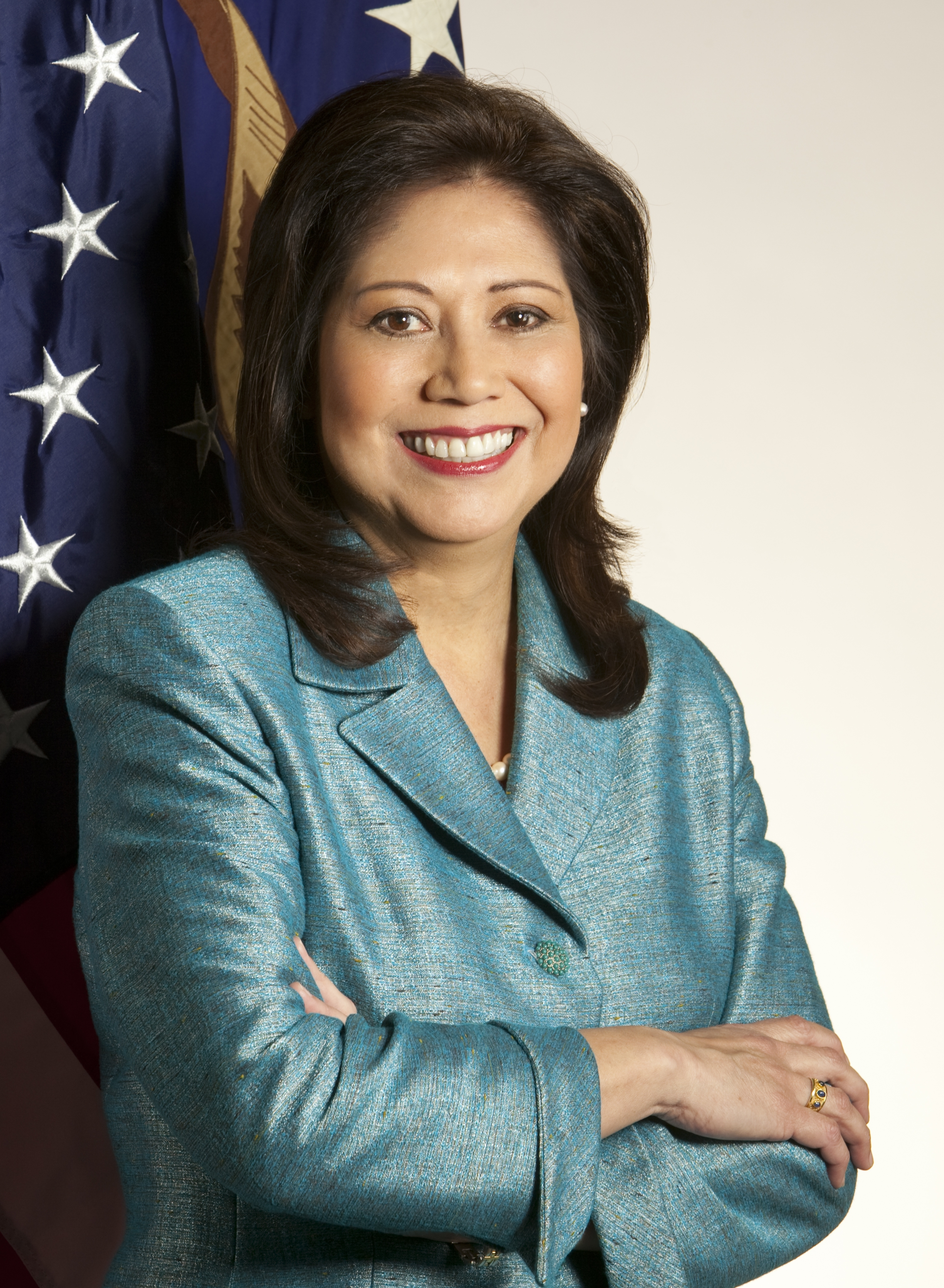
Hilda Solis est la première Latino-Américaine à intégrer le cabinet présidentiel.

  - Secrétaire au Travail du 4 mars 1933 au 30 juin 1945.

## Administration Eisenhower
- Oveta Culp Hobby (1905-1995)
  - Secrétaire à la Santé, à l'Éducation et aux Services sociaux du 11 avril 1953 au 13 juillet 1955.

## Administration Ford
- Carla Anderson Hills (1934-)
  - Secrétaire au Logement et au Développement urbain du 10 mars 1975 au 20 janvier 1977.

## Administration Carter
- Juanita M. Kreps (1921-2010)
  - Secrétaire au Commerce du 23 janvier 1977 au 31 octobre 1979.
- Patricia Roberts Harris (1924-1985)
  - Secrétaire au Logement et au Développement urbain du 23 janvier 1977 au 10 septembre 1979.
  - Secrétaire à la Santé, à l'Éducation et aux services sociaux du 3 août 1979 au 20 janvier 1981.
- Shirley Hufstedler (1925-2016)
  - Secrétaire à l'Éducation du 30 novembre 1979 au 20 janvier 1981.

## Administration Reagan
- Ann McLaughlin Korologos (1941-2023)
  - Secrétaire au Travail entre 1987 et 1989.
- Margaret Heckler (1931-2018)
  - Secrétaire à la Santé et aux services sociaux du 9 mars 1983 au 13 décembre 1985.
- Elizabeth Dole (1936-)
  - Secrétaire aux Transports du 7 février 1983 au 30 septembre 1987.

## Administration G.H.W. Bush
- Barbara Franklin (1940-)
  - Secrétaire au Commerce entre le 27 février 1992 et le 20 janvier 1993.
- Elizabeth Dole (1936-)
  - Secrétaire au Travail du 25 janvier 1989 au 23 novembre 1990.
- Lynn Martin (1939-)
  - Secrétaire au Travail du 22 février 1991 au 20 janvier 1993.

## Administration Clinton
- Madeleine Albright (1937-)
  - Secrétaire d'État du 23 janvier 1997 au 20 janvier 2001.
- Janet Reno (1938-2016)
  - Attorney General (Justice) du 11 mars 1993 au 20 janvier 2001.
- Alexis Herman (1947-2025)
  - Secrétaire au Travail du 1er mai 1997 au 20 janvier 2001.
- Hazel R. O'Leary (1937-)
  - Secrétaire à l'Énergie du 22 janvier 1993 au 20 janvier 1997.
- Donna Shalala (1941-)
  - Secrétaire à la Santé et aux services sociaux du 22 janvier 1993 au 20 janvier 2001.

## Administration Bush
- Condoleezza Rice (1954-)
  - Secrétaire d'État du 26 janvier 2005 au 20 janvier 2009.
- Gale Norton (1954-)
  - Secrétaire à l'Intérieur du 31 janvier 2001 au 31 mars 2006.
- Ann Veneman (1949-)
  - Secrétaire à l'Agriculture du 20 janvier 2001 au 20 janvier 2005.
- Elaine Chao (1953-)
  - Secrétaire au Travail du 29 janvier 2001 au 20 janvier 2009.
- Maria Cino (1957-)
  - Secrétaire aux Transports par interim du 8 juillet 2006 au 30 septembre 2006.
- Mary Peters (1948-)
  - Secrétaire aux Transports du 17 octobre 2006 au 20 janvier 2009.
- Margaret Spellings (1957-)
  - Secrétaire à l'Éducation du 20 janvier 2005 au 20 janvier 2009.

## Administration Obama
- Hillary Clinton (1947-)
  - Secrétaire d'État du 21 janvier 2009 au 1er février 2013.
- Hilda Solis (1957-)
  - Secrétaire au Travail du 24 février 2009 au 22 janvier 2013.
- Rebecca Blank (1955-)
  - Secrétaire au Commerce par interim entre le 1er août et le 21 octobre 2011.
  - Secrétaire au Commerce par interim entre le 11 juin 2012 et le 26 juin 2013.
- Janet Napolitano (1957-)
  - Secrétaire à la Sécurité intérieure du 21 janvier 2009 au 6 septembre 2013.
- Kathleen Sebelius (1948-)
  - Secrétaire à la Santé du 28 avril 2009 au 9 juin 2014.
- Sally Jewell (1955-)
  - Secrétaire à l’Intérieur du 12 avril 2013 au 20 janvier 2017.
- Penny Pritzker (1957-)
  - Secrétaire au Commerce du 26 juin 2013 au 20 janvier 2017.
- Sylvia Mathews Burwell (1965-)
  - Secrétaire à la Santé du 9 juin 2014 au 20 janvier 2017.
- Loretta Lynch (1959-)
  - Attorney General (Justice) du 27 avril 2015 au 20 janvier 2017.

## Administration Trump I
- Sally Yates (1960-)
  - Procureure générale par interim entre le 20 et le 30 janvier 2017.
- Elaine Chao (1953-)
  - Secrétaire aux Transports entre le 31 janvier 2017 et le 11 janvier 2021.
- Elaine Duke (1958-)
  - Secrétaire à la Sécurité intérieure par interim entre le 31 juillet et le 6 décembre 2017.
- Kirstjen Nielsen (1972-)
  - Secrétaire à la Sécurité intérieure entre le 6 décembre 2017 et le 10 avril 2019.
- Betsy DeVos (1958-)
  - Secrétaire à l'Éducation entre le 7 février 2017 et le 8 janvier 2021.

## Administration Biden
- Janet Yellen (1946-)
  - Secrétaire du Trésor entre le 26 janvier 2021 et le 20 janvier 2025.
- Jennifer Granholm (1959-)
  - Secrétaire à l'Énergie entre le 25 février 2021 et le 20 janvier 2025.
- Gina Raimondo (1971-)
  - Secrétaire au Commerce entre le 3 mars 2021 et le 20 janvier 2025.
- Deb Haaland (1960-)
  - Secrétaire à l'Intérieur entre le 17 mars 2021 et le 20 janvier 2025.
- Julie Su (1969-)
  - Secrétaire au Travail par interim entre le 11 mars 2023 et le 20 janvier 2025.
- Marcia Fudge (1952-)
  - Secrétaire au Logement et au Développement urbain entre le 10 mars 2021 et le 22 mars 2024.
- Adrianne Todman
  - Secrétaire au Logement et au Développement urbain par interim entre le 22 mars 2024 et le 20 janvier 2025.

## Administration Trump II
- Kristi Noem (née en 1971)
  - Secrétaire à la Sécurité intérieure depuis le 25 janvier 2025.
- Pam Bondi (née en 1965)
  - Procureure générale depuis le 5 février 2025.
- Brooke Rollins (née en 1972)
  - Secrétaire à l'Agriculture depuis le 13 février 2025.
- Linda McMahon (née en 1948)
  - Secrétaire à l'Éducation depuis le 3 mars 2025.
- Lori Chavez-DeRemer (née en 1968)
  - Secrétaire au Travail depuis le 10 mars 2025.

## Accès aux portefeuilles
Premières titulaires féminines dans chacun des départements exécutifs.
| Année | Nom                  | Ministère           |
| ----- | -------------------- | ------------------- |
| 1933  | Frances Perkins      | Travail             |
| 1953  | Oveta Culp Hobby     | Santé               |
| 1975  | Carla Anderson Hills | Logement            |
| 1977  | Juanita M. Kreps     | Commerce            |
| 1979  | Shirley Hufstedler   | Éducation           |
| 1983  | Elizabeth Dole       | Transports          |
| 1993  | Janet Reno           | Justice             |
| 1993  | Hazel R. O'Leary     | Énergie             |
| 1997  | Madeleine Albright   | Affaires étrangères |
| 2001  | Gale Norton          | Intérieur           |
| 2001  | Ann Veneman          | Agriculture         |
| 2009  | Janet Napolitano     | Sécurité intérieure |
| 2021  | Janet Yellen         | Trésor              |
| -     | -                    | Défense             |
| -     | -                    | Anciens combattants |

### Sources
- (en) Cet article est partiellement ou en totalité issu de l’article de Wikipédia en anglais intitulé « List of female United States Cabinet Secretaries » (voir la liste des auteurs).